# سورا ۶۶۷۸
سیارک ۶۶۷۸ (به انگلیسی: 6678 Seurat، نامگذاری:3422T-3) شش هزار و ششصد و هفتاد و هشتمین سیارک کشف شده‌است که در ۱۶ اکتبر ۱۹۷۷ کشف شد.
قدر مطلق سیارک برابر ۱۲٫۶۰ است.